# Премия имени А. А. Григорьева
Премия имени А. А. Григорьева — премия, присуждаемая с 1995  года Российской академией наук. Присуждается Отделением океанологии, физики атмосферы и географии за выдающиеся работы в области географии.
Премия названа в честь русского советского географа, академика АН СССР А. А. Григорьева.

## Лауреаты премии
- 1995 — Михаил Иванович Будыко — за монографию «Эволюция биосферы»
- 1997 — Андрей Алексеевич Величко — за серию работ по эволюционной географии
- 2001 — Михаил Григорьевич Гросвальд — за монографию «Евразийские гидросферные катастрофы и оледенение Арктики»
- 2003 — Алексей Давидович Арманд — за монографию «Эксперимент „Гея“. Проблема живой земли»
- 2006 — Алексей Сергеевич Викторов — за монографию «Основные проблемы математической морфологии ландшафта»
- 2009 — Владимир Михайлович Котляков и Анна Игоревна Комарова — за книгу «География: понятия и термины. Пятиязычный академический словарь»
- 2012 — Сергей Михайлович Говорушко — за серию монографий, посвященных взаимодействию человека с окружающей средой
- 2015 — Эрланд Георгиевич Коломыц — за цикл работ из 6 монографий по физической географии, опубликованных в период 2003—2013 гг., посвященных анализу ландшафтной структуры территории
- 2018 — Татьяна Григорьевна Нефёдова — за монографию «Между домом и … домом. Возвратная пространственная мобильность населения России»
- 2021 — Аркадий Александрович Тишков — за монографию «Биосферные функции природных экосистем России»
- 2024  — академик РАН Александр Александрович Чибилёв — за цикл научных работ, посвященных степной Евразии (монография «Степная Евразия: региональный обзор природного разнообразия» и серия книг в 4-х томах «Картины природы Степной Евразии»)